# Rood spieshert
Het rood spieshert (Mazama americana) of groot boshert is een hertensoort uit de onderfamilie Capreolinae. Net als de overige spiesherten leeft deze soort in de regenwouden van Latijns-Amerika.

## Verspreiding
Colombia tot het noorden van Argentinië.

## Afmetingen
Lengte: kop-romp 70-130 cm, staart 8-15 cm, schouderhoogte 70-90 cm cm. Gewicht: 12-32 kg. Gewei: 10-13 cm lang.

## Uiterlijk
Het rood spieshert is een betrekkelijk klein hert dat door zijn wigvormige bouw, robuuste lichaam en korte voorpoten goed is aangepast aan het leven in de dichte bossen. De lichaamsbouw lijkt op die van duikers die ook in dichtbegroeid gebied leven. De vacht is roodbruin van kleur. De hals, de onderzijde van het lichaam en de staart zijn grijsachtig wit. De mannetjes hebben normaal een kort, spiesvormig gewei dat bij oude dieren gevorkt kan zijn.

## Levensduur
Spiesherten kunnen tot 12 jaar oud worden.

## Leefomgeving
Bebost gebied met een dichte ondergroei, vooral in een moerasachtige omgeving of in de buurt van rivieren, vormen het leefgebied van het rood spieshert. Deze hertensoort kan tot op hoogtes van 2300 meter worden aangetroffen.

## Voedsel
Het rood spieshert is een herbivoor en voedt zich vooral met afgevallen vruchten. Daarnaast worden ook gras, bladeren, bloemen en paddenstoelen gegeten.

## Leefwijze
Rode spiesherten zijn schuwe dieren die over het algemeen solitair leven. Dankzij hun kleine gestalte kunnen ze zich gemakkelijk door het dichte woud bewegen. Spiesherten zijn zowel overdag als ‘s nachts actief, hoewel deze ze zich overdag vaak schuilhouden in het struikgewas. In de schemering verlaten spiesherten regelmatig de beschutting van het bos om in het open veld op zoek te gaan naar voedsel. Het mannetje laat in zijn leefgebied meerdere geurmerken achter ter begrenzing van zijn territorium, dat meestal een straal heeft van ongeveer een kilometer, en om eventueel aan te geven dat het geslachtsrijp is. Dan komt het vrouwtje het territorium binnen om te paren.
Het dier maakt maar één geluid: een doordringende roep. Bij gevaar houdt het zich stil zolang het kan, om dan een stuk te rennen en opnieuw te bevriezen. Het rood spieshert heeft minder uithoudingsvermogen dan de meeste herten; een hond kan het achterhalen, behalve bij water, want deze herten zijn goede zwemmers. Men heeft weleens een spieshert een rivier van meer dan 300 meter over zien steken.

## Voortplanting
Spiesherten kennen geen vaste paartijd. Na een draagtijd van 200 dagen worden één of soms twee jongen geboren. Het kalf is na zijn geboorte voorzien van witte vlekken ter camouflage. Het wordt door het moederdier verstopt in het struikgewas en van tijd tot tijd verzorgd en gevoed. Enkele weken na de geboorte is het kalf in staat de moeder te volgen. Het bokje (mannetje) is na een jaar geslachtsrijp, de hinde een maand later.